# Coniogramme pubescens
Coniogramme pubescens är en kantbräkenväxtart som beskrevs av Georg Hans Emmo Wolfgang Hieronymus. Coniogramme pubescens ingår i släktet Coniogramme och familjen Pteridaceae. Inga underarter finns listade.